# Lyriothemis cleis
Lyriothemis cleis är en trollsländeart. Lyriothemis cleis ingår i släktet Lyriothemis och familjen segeltrollsländor. IUCN kategoriserar arten globalt som livskraftig.

## Underarter
Arten delas in i följande underarter:
- L. c. cleis
- L. c. frontalis